# Weißenkirchen in der Wachau
Weißenkirchen in der Wachau – gmina targowa w Austrii, w kraju związkowym Dolna Austria, w powiecie Krems-Land. Według Austriackiego Urzędu Statystycznego liczyła 1 404 mieszkańców (1 stycznia 2014).

## Współpraca
Miejscowość partnerska:
- St. Florian, Górna Austria